# Luke Black
Luka Ivanović (művésznevén: Luke Black, Čačak, 1992. május 18. – ) szerb énekes, dalszerző. Ő képviselte Szerbiát a 2023-as Eurovíziós Dalfesztiválon, Liverpoolban, a Samo mi se spava című dalával, ahol a huszonnegyedik helyen végzett.

## Magánélete
A zene iránt 12 évesen kezdett érdeklődni, amikor elkezdett saját dalszövegeket írni, majd évekkel később zenei alapokat is létrehozott. A Čačaki Gimnázium elvégzése után Belgrádba költözött, ahol angol nyelvet és irodalmat tanult. Később Londonba költözött, ahol végül zenét tanult mesterképzésen.
Művészneve, a Luke keresztnevének angolosításából jön, míg a Black onnan származik, amikor tinédzserként negyvennapos gyászt mondott a szerb zenei élet halála miatt. 

## Pályafutása
Pályafutása a D-Generation című dala előadásával kezdődött, amelyre a Universal Music Group egyik képviselője is felfigyelt, majd szerződést ajánlottak neki. Első saját dala, a Nebula Lullaby 2014-ben jelent meg. Ugyanebben az év májusában volt az első élő fellépése a Belgrádi Ifjúsági Központban, a Gruvlend Fesztivál keretein belül. A D-Generation 2015-ben jelent meg végül, a Holding On To Love dal után. Első középlemeze ezután jelent meg, amelyet Bécsben a Waves Vienna Fesztiválon és Zágrábban a Tvornica kulture-ban adott elő, a Lust For Youth dán duó előénekeseként. 2016 májusában megjelent Demons című dala, amely versenyben volt Szerbia képviselésére az Eurovíziós Dalfesztiválon, végül nem ezt a dalt választotta a szerb köztelevízió. Júniusban Kína-körüli turnéra indult.
2023. január 9-én a Radio Televizija Srbije bejelentette, hogy az énekes résztvevője a 2023-as Pesma za Evroviziju szerb eurovíziós nemzeti döntőnek. Samo mi se spava című versenydalát a március 1-jei első elődöntőben adta elő először, ahonnan sikeresen továbbjutott a döntőbe. A március 4-én rendezett döntőben a zsűri és a nézők szavazatai alapján megnyerte a válogatóműsort, így ő képviselhette hazáját az Eurovíziós Dalfesztiválon. Először a május 9-én rendezett első elődöntőben versenyzett, ahonnan továbbjutott a május 13-i döntőbe és a huszonnegyedik helyen végzett.

## Diszkográfia

### Középlemezek
- Thorns (2015)
- Neoslavic (2018)
- F23.8 (2023)

### Kislemezek
- Nebula Lullaby (2014)
- D-Generation (2015)
- Holding on to Love (2015)
- Jingle Bell Rock / Nebula Lullaby (2015)
- Demons (2016)
- Walpurgis Night (2017)
- Olive Tree (2017)
- A House on the Hill (2021)
- Amsterdam (2021)
- Heartless (2021)
- Samo mi se spava (2023)
- I'm So Happy (2023)
- God's Too Cool (2023)

### Közreműködések
- Frankensteined (Majed, 2019)